# Jay Bouwmeester
Jason „Jay“ Bouwmeester (* 27. September 1983 in Edmonton, Alberta) ist ein ehemaliger kanadischer Eishockeyspieler. Der Verteidiger begann seine Profikarriere in der National Hockey League (NHL) bei den Florida Panthers, die ihn im NHL Entry Draft 2002 an dritter Position ausgewählt hatten. Bis 2009 spielte er für Florida, ehe er über die Calgary Flames (2009–2013) zu den St. Louis Blues gelangte. Mit dem Team gewann er in den Playoffs 2019 den Stanley Cup, ehe er seine aktive Laufbahn nach der Saison 2019/20 beendete. Insgesamt bestritt Bouwmeester 1240 NHL-Partien.
Auf internationaler Ebene gewann er mit der kanadischen Nationalmannschaft jeweils die Goldmedaille bei den Olympischen Winterspielen 2014, den Weltmeisterschaften 2003 und 2004 sowie den World Cups of Hockey 2004 und 2016. Demzufolge ist er seit dem Stanley-Cup-Gewinn im Jahre 2019 Mitglied des Triple Gold Clubs.

## Karriere

### Anfänge und Western Hockey League (bis 2002)
Der 1,93 m große Verteidiger spielte zunächst für eine lokale Junioreneishockeymannschaft namens Millwoods in Edmonton. Im Anschluss war er für Edmonton SSAC – ebenfalls bekannt als SSAC Lions – aktiv, mit denen er in der Spielzeit 1997/98 die Meisterschaft der Alberta Major Bantam Hockey League gewann. Im Verlauf der Saison 1998/99 debütierte Bouwmeester bei den Medicine Hat Tigers in der Western Hockey League, lief jedoch weiterhin vorwiegend in Edmonton für die SSAC Lions aufs Eis. In der Saison 2001/02 – während welcher der Defensivakteur am CHL Top Prospects Game teilgenommen und bei der sogenannten Skills Competition den Wettbewerb des schnellsten Schlittschuhläufers für sich entschieden hatte – war er mit 61 Scorerpunkten der drittbeste Scorer unter den Verteidigern in der WHL. Hierfür wurde der Kanadier mit der Berufung ins East First All-Star Team der Liga belohnt. Außerdem wurde Bouwmeester teamintern zum Spieler des Jahres gewählt und als bester Verteidiger ausgezeichnet. Während seiner Zeit im Dress der Medicine Hat Tigers qualifizierte sich der Kanadier nie mit der Mannschaft für die Endrunde um den President’s Cup.

### Florida Panthers (2002–2009)
Beim NHL Entry Draft 2002 wurde er in der ersten Runde als Gesamtdritter von den Florida Panthers ausgewählt, nachdem Bouwmeester zuvor die Rangliste der hoffnungsvollsten Talente des NHL Central Scouting Service angeführt hatte. Direkt in seinem ersten NHL-Spiel erzielte Bouwmeester einen Punkt, als der Verteidiger am 10. Oktober 2002 eine Torvorlage in der Partie gegen die Tampa Bay Lightning gab.
Bereits in seiner ersten Saison gehörte der Linksschütze zum Stammpersonal in Florida, in 82 Spielen erzielte Bouwmeester vier Tore bei zwölf Assists. Im Anschluss wurde er ins NHL All-Rookie Team gewählt. Im Verlauf der darauffolgenden Spielzeit endete seine Serie von 128 NHL-Spielen in Folge, da ihn eine Verletzung für 18 Partien vom Spielbetrieb ausschloss.
Während der Lockout-Saison 2004/05 war er zudem einer der vielen NHL-Spieler, welche der American Hockey League einen Zuschauerboom bescherten, da sie während der Spielpause für AHL-Teams aufliefen. Hier spielte er sowohl für das Florida-Farmteam, die San Antonio Rampage, sowie für die Chicago Wolves. Das Engagement in Chicago ab März 2005 hatte sein NHL-Club Florida Panthers ermöglicht, welcher den Verteidiger kostenpflichtig auf Leihbasis in Windy City parkte. Nachdem er mit den Rampage die Playoffs verpasst hatte, erreichte der Verteidiger im Trikot der Wolves die Finalserie um den Calder Cup. Die Mannschaft unterlag allerdings mit einem Sweep gegen die Philadelphia Phantoms.
Im Verlauf der Saison 2006/07 nahm Bouwmeester erstmals in seiner Laufbahn am NHL All-Star Game teil. Die Spielzeit 2007/08 beendete er mit einem Karrierebestwert von 15 Toren in der regulären Saison. Mit durchschnittlich 27:28 Minuten Eiszeit pro Spiel führte der Verteidiger in dieser Saison die NHL an.

### Calgary Flames und St. Louis Blues (2009–2020)

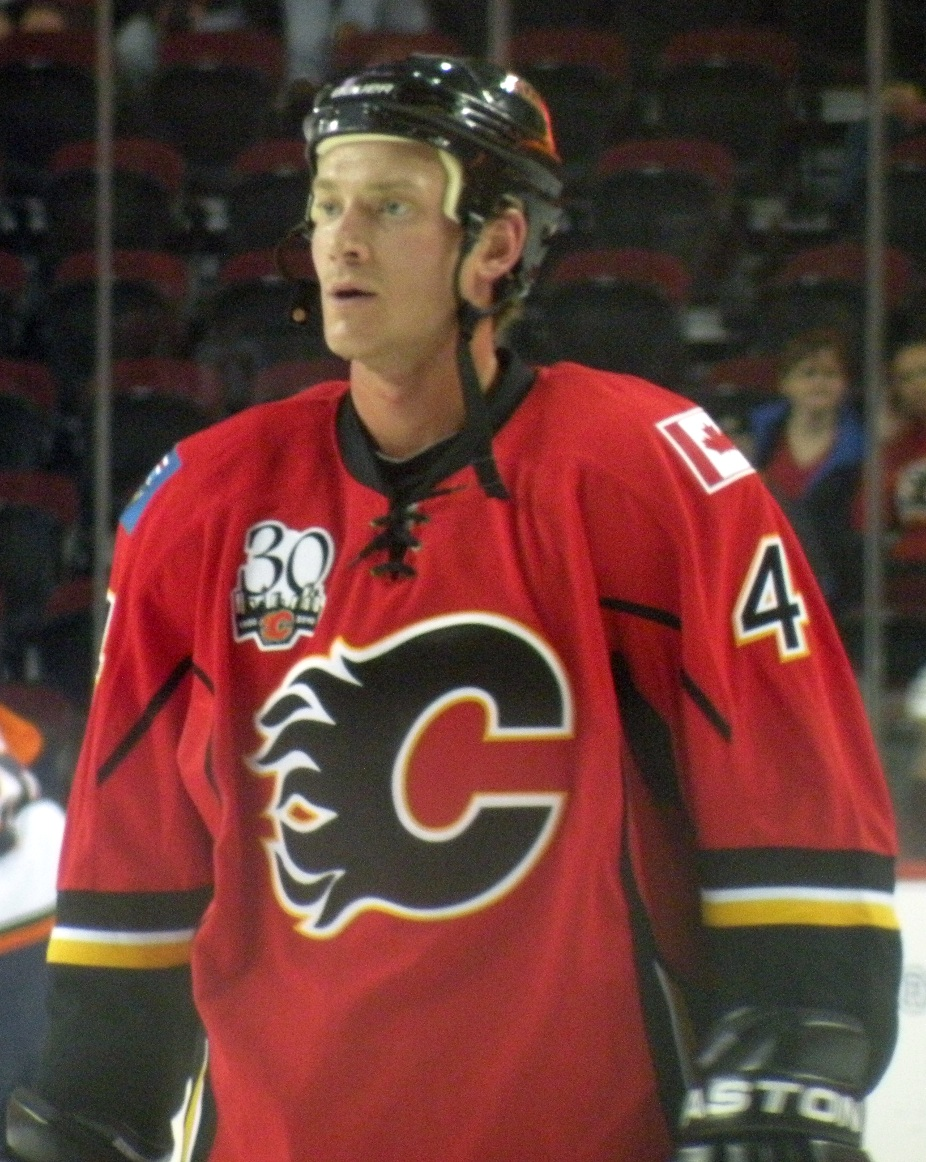
Bouwmeester im Dress der Calgary Flames (2009)

Am 27. Juni 2009 transferierten die Florida Panthers seine Verhandlungsrechte im Austausch für Jordan Leopold und einem Drittrunden-Wahlrecht im NHL Entry Draft 2009 zu den Calgary Flames. Bouwmeester, der in wenigen Tagen zum unrestricted Free Agent geworden wäre, einigte sich kurze Zeit später auf einen Kontrakt mit fünf Jahren Laufzeit bei den Calgary Flames, der ihm ein Gehalt von 6,6 Millionen pro Jahr garantierte. Am 15. März 2011 brach er den Verteidigerrekord für die meisten NHL-Spiele in Folge, den zuvor Kārlis Skrastiņš mit 495 Partien innehatte. Bis zum Saisonende 2010/11 baute Bouwmeester seinen Rekord auf 506 NHL-Spiele in Folge aus.
In der darauffolgenden Spielzeit 2011/12 bestritt der Kanadier abermals alle 82 NHL-Partien der regulären Saison und schraubte dadurch die NHL-Rekordmarke für Verteidiger auf 588 Spiele in Folge. Mittlerweile ist er mit 717 absolvierten Begegnungen in der Regular Season einer der Akteure mit den meisten absolvierten Spielen der NHL-Historie ohne Einsatz in den Playoffs. Lediglich Olli Jokinen, der seinen ersten Playoff-Einsatz nach 799 Partien bestritt und Guy Charron, welcher trotz 734 Partien nie die Endrunde erreichte, waren in dieser Hinsicht erfolgloser. Außerdem signalisierten im Sommer 2012 die Detroit Red Wings Interesse an einem möglichen Engagement Bouwmeesters, nachdem zuvor Star-Verteidiger Nicklas Lidström seine Karriere beendet und Brad Stuart das Team in einem Tauschhandel verlassen hatte.
Anfang April 2013 wurde Bouwmeester zu den St. Louis Blues transferiert. Zu Beginn der Saison 2016/17 absolvierte der Verteidiger sein 1000. Spiel in der NHL. In den Playoffs 2019 gewann er mit dem Team den Stanley Cup und wurde gleichbedeutend damit in den Triple Gold Club aufgenommen. Am 11. Februar 2020 kollabierte Bouwmeester während des ersten Drittels im Spiel bei den Anaheim Ducks nach einem Wechsel auf der Bank durch einen kurzzeitigen Herzstillstand. Die anwesenden medizinischen Betreuer beider Teams konnten seinen Zustand stabilisieren, sodass er bei Bewusstsein in ein naheliegendes Krankenhaus gebracht werden konnte. Wenige Tage später wurde ihm erfolgreich ein Herzschrittmacher implantiert. Bouwmeester verkündete sein Karriereende offiziell am 11. Januar 2021, nachdem er seit dem Vorfall kein NHL-Spiel mehr bestritten hatte. Insgesamt hatte er in 17 Saisons 1240 NHL-Partien bestritten und dabei 424 Scorerpunkte verzeichnet.

### International
Bouwmeester vertrat sein Heimatland Kanada sowohl im Junioren- als auch Seniorenbereich mehrmals auf internationaler Bühne.
Erstmals spielte der Verteidiger bei der U20-Junioren-Weltmeisterschaft 2000, bei der er mit dem Team die Bronzemedaille gewann. Mit einem Alter von 16 Jahren und drei Monaten wurde er der jüngste Akteur seines Heimatlandes aller Zeiten, der bis dato bei einer U20-Junioren-Weltmeisterschaft aufgelaufen war. Lediglich Wayne Gretzky, Mario Lemieux und Jason Spezza hatten ebenfalls als 16-Jährige an den Junioren-Welttitelkämpfen für Kanada teilgenommen. Den Gewinn der Bronzemedaille wiederholte Bouwmeester ein Jahr später bei der U20-Junioren-Weltmeisterschaft 2001. Das Ergebnis wurde ein weiteres Jahr später verbessert, als die Kanadier Silber errangen. Der Abwehrspieler kam bei sämtlichen Turnieren in allen sieben Spielen zum Einsatz. Bei den U20-Junioren-Weltmeisterschaften 2001 und 2002 verbuchte er jeweils zwei Torvorlagen. Bei letzterem Turnier wies der Verteidiger außerdem mit einem Wert von +11 die beste Plus/Minus-Bilanz des Wettbewerbs auf.
Für die Seniorenauswahl der Ahornblätter stand Bouwmeester erstmals bei der Weltmeisterschaft 2003 im Aufgebot. Hierbei gewann Kanada die Goldmedaille durch einen 3:2-Finalsieg in der Verlängerung über Schweden. Weiters wurde der Verteidiger auch dank seinen sieben Scorerpunkten in neun Partien zum besten Verteidiger der Welttitelkämpfe ernannt und ins All-Star-Team berufen. Im folgenden Jahr verteidigten die Kanadier – mit Bouwmeester im Kader – den Titel, als Schweden erneut im Finale besiegt wurde. Außerdem stand der Defensivspezialist beim World Cup of Hockey 2004 für Kanada auf dem Eis. Es war das dritte Turnier in Folge, das Bouwmeester mit dem Gewinn der Goldmedaille abschloss. Am 8. Februar 2006 wurde Jay Bouwmeester für den verletzten Scott Niedermayer in den kanadischen Olympiakader für die Olympischen Winterspiele 2006 in Turin nachnominiert, bei denen die Mannschaft lediglich einen enttäuschenden siebten Rang belegte. Seine nächsten internationalen Auftritte hatte er im Rahmen der Weltmeisterschaft 2008. Nach der Finalniederlage gegen Russland erhielt Kanada die Silbermedaille.
Für die Weltmeisterschaft 2012 wurde Bouwmeester ebenfalls in den Kader berufen, verfehlte mit der kanadischen Auswahl allerdings einen Medaillenrang. 2014 wurde er mit der kanadischen Nationalmannschaft Olympiasieger und gewann bei der Neuauflage des World Cup of Hockey im Jahre 2016 erneut die Goldmedaille.

## Spielstil und privates
Bouwmeester gilt als Akteur mit ausgezeichneten schlittschuhläuferischen Fähigkeiten, der bevorzugt in der Rolle der Defensivverteidigers agiert. Der Kanadier verfügt über große Ausdauer und ist ligaweit einer der Spieler mit der meisten Eiszeit pro Partie. Hingegen beherrscht er das physisch geprägte Spiel nicht besonders und bekundet Schwächen bei Offensivaktionen, was sich in Bouwmeesters unzureichenden Schussqualitäten widerspiegelt.
Außerdem ist er Athletenbotschafter der Entwicklungshilfeorganisation Right to Play. Unter anderem unterstützt er ein Hilfsprogramm in Ghana, welches bedürftigen Kindern hilft, ihre Lebensqualität durch sportliche Aktivitäten zu steigern.

## Erfolge und Auszeichnungen
| - 2002 Teilnahme am CHL Top Prospects Game - 2002 WHL East First All-Star Team - 2002 CHL Top Draft Prospect Award - 2003 Teilnahme am NHL YoungStars Game - 2003 NHL All-Rookie Team | - 2005 Teilnahme am AHL All-Star Classic - 2007 Teilnahme am NHL All-Star Game - 2009 Teilnahme am NHL All-Star Game - 2019 Stanley-Cup-Gewinn mit den St. Louis Blues |

### International
| - 2000 Bronzemedaille bei der U20-Junioren-Weltmeisterschaft - 2001 Bronzemedaille bei der U20-Junioren-Weltmeisterschaft - 2002 Silbermedaille bei der U20-Junioren-Weltmeisterschaft - 2003 Goldmedaille bei der Weltmeisterschaft - 2003 Bester Verteidiger der Weltmeisterschaft - 2003 All-Star-Team der Weltmeisterschaft | - 2004 Goldmedaille bei der Weltmeisterschaft - 2004 Goldmedaille beim World Cup of Hockey - 2008 Silbermedaille bei der Weltmeisterschaft - 2014 Goldmedaille bei den Olympischen Winterspielen - 2016 Goldmedaille beim World Cup of Hockey - 2019 Aufnahme in den Triple Gold Club |

## Karrierestatistik

### International
Vertrat Kanada bei:
| - U20-Junioren-Weltmeisterschaft 2000 - U20-Junioren-Weltmeisterschaft 2001 - U20-Junioren-Weltmeisterschaft 2002 - Weltmeisterschaft 2003 - Weltmeisterschaft 2004 - World Cup of Hockey 2004 | - Olympischen Winterspielen 2006 - Weltmeisterschaft 2008 - Weltmeisterschaft 2012 - Olympischen Winterspielen 2014 - World Cup of Hockey 2016 |

(Legende zur Spielerstatistik: Sp oder GP = absolvierte Spiele; T oder G = erzielte Tore; V oder A = erzielte Assists; Pkt oder Pts = erzielte Scorerpunkte; SM oder PIM = erhaltene Strafminuten; +/− = Plus/Minus-Bilanz; PP = erzielte Überzahltore; SH = erzielte Unterzahltore; GW = erzielte Siegtore; 1 Play-downs/Relegation; Kursiv: Statistik nicht vollständig)